# Gadulka
A gadulka (Гъдулка) egy bolgár népi vonós hangszer, amely igen jól őrzi az ősi vonósok tulajdonságait.
Neve ószláv eredetű, jelentése: hang, játszani, szólni. egyéb nevei lehetnek a guszla (annak ellenére, hogy az egy másik hangszert is jelöl), kemáne és kiskil.
Rokonai: a délszláv lirica, lierica, az orosz gudok, a lengyel genszle és a krétai líra, Nyugat-Európában a fidula, közvetetten a viola d’amore.

## Származása
Közép-Ázsiából került a bolgár területekre és hűen őrzi az onnan származó vonós hangszerek legjellemzőbb vonásait:
- három húr
- teste csepp alakú
- hangolókulcsai nem oldalra (például hegedű), hanem hátrafelé néznek.

## Felépítése
Teste keményfából, teteje pedig fenyőfából készül. A testet és a tetőt a hegedűhöz hasonlóan egy kis, általában fenyőfa rúd, a lélek köti össze. 
A húrok közvetlenül a kulcsoktól a húrlábig érnek, vagyis a hangszeren nincs felső nyereg, és igen lényeges, hogy nem a fogólaphoz vannak közel, mint a hegedűnél, hanem a levegőben, a térben lépcsősen helyezkednek el. Ez azért fontos, mert a húrokon az ujjak érintésével, nem pedig a fogólapra nyomással lehet a hangmagasságokat képezni. 
Három vagy négy fő húrja van. Dobrudzsa térségéből származó változat csak 3 húros lehet. Hangolása: a – e – a', de létezik tiszta kvartos hangolással is.
A hangszerhez tartoznak együttrezgő húrok is. Ezeken nem kell játszani, arra szolgálnak, hogy játék közben a rezonanciájukkal gazdagítsák a hangot, mint például viola d’amore esetében. E húrokból tíz darab van, és kromatikusan vannak hangolva.

## Használat
Bulgária egész területén ismertek a klasszikus zenekarok mintájára működő gadulkazenekarok. Egy ilyen együttes különböző méretű és hangmagasságú gadulkaszerű hangszerből áll össze. Ez a hangzásvilág már a feldolgozott népzene, a műzene körébe tartozik.

## Lásd még
- Gudok

## Külső hivatkozások
- Leírás a Rece Fice együttes honlapján